# GBU-28
Pour les articles homonymes, voir GBU.
La GBU-28 (Guided Bomb Unit 28) est une bombe guidée antibunker de 2 268 kg à guidage laser surnommée « Gorge profonde », à l'origine produite par les systèmes de défense de Texas Instruments Electronics Group (une division qui a été ensuite vendue à Raytheon).

## Historique
La bombe a été développée en hâte lors de la guerre du Golfe de 1991 pour être utilisée dans l'opération Tempête du désert contre les bunkers de commandement irakiens situés en profondeur. Sa fabrication a débuté le 1er février pour une première livraison le 16 février, le premier essai a lieu le 20 février à Eglin Air Force Base. La livraison sur le théâtre des opérations des deux seules bombes utilisées pendant ce conflit a lieu le 27 et elles ont été larguées le jour même par des F-111. 
La première vente de la GBU-28 à l'exportation a été celle de 100 unités à Israël en avril 2005. Leur livraison a été accélérée à la demande d'Israël en juillet 2006.
L'armée de l'air américaine a développé une version améliorée (Enhanced GBU-28) qui utilise conjointement le guidage laser, navigation inertielle et GPS.

## Caractéristiques

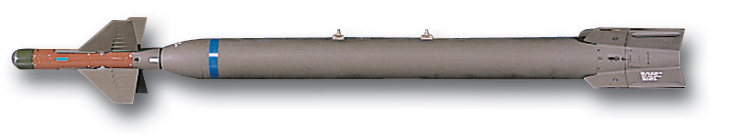
Une GBU-28.

Son corps est dérivé d’un fût de canon d'artillerie M110 de 8 pouces (203 mm). C’est donc avant tout une grosse masse métallique qui, avec son énergie cinétique, est capable de pénétrer jusqu’à 30 m sous terre ou 6 m de béton avant d’exploser. La charge de la bombe comprend 286 kg (630 lb) d’un explosif puissant ; la nature du reste de l'ogive est gardée secrète mais il est possible qu'elle soit principalement constituée d’uranium appauvri. Le corps de bombe sans prêt-à-monter de guidage est le pénétrateur BLU-113.